# Robert Donald Cabana
Robert Donald Cabana (Minneapolis, Minnesota, 1949. január 23.–) amerikai űrhajós, ezredes.

## Életpálya
1971-ben a Haditengerészeti Akadémián (USAF Academy) tengerészgyalogos tiszti oklevelet kapott. 1972-ben kapott repülőgép vezetői jogosítványt. Hazai támaszpontok után Japánban teljesített szolgálatot. 1975-től újra amerikai földön szolgál. 1981-ben tesztpilóta kiképzésben részesült. A fejlett technológiát bemutató X–29 illetve az A–6 Intruder és az A–4 Skyhawk repülőgépek változatainak tesztelője. 1985 -ig, űrhajós kiválasztásáig újra Japánban szolgál, hadműveleti tiszt. Több mint 7000 órát töltött a levegőben (repülő/űrrepülő), 34 különböző repülőgép változaton teljesített szolgálatot.
1985. június 4-től a Lyndon B. Johnson Űrközpontban részesült űrhajóskiképzésben. 2002-2004 között kiképzett űrhajósként a NASA megbízásából Oroszországban, a Nemzetközi Űrállomás (ISS) Programiroda vezetője. Kiképzett űrhajósként a légi műveletek helyettes vezetője. A NASA Űrhajózási Hivatal vezetője. Négy űrszolgálata alatt összesen 37 napot, 22 órát és 42 percet (911 óra) töltött a világűrben. Űrhajós pályafutását 2004 áprilisában fejezte be. 2004-től a Kennedy Űrközpont (JSC) igazgatóhelyettese, 2008. októbertől igazgatója.

## Űrrepülések
- STS–41, a Discovery űrrepülőgép 11. repülésének pilótája. A legénység sikeresen útnak indította a Ulysses űrszondát. Első űrszolgálata alatt összesen 4 napot, 2 órát és 10 percet (98 óra) töltött a világűrben. 2 747 866 kilométert (1 707 445 mérföldet) repült, 66 kerülte meg a Földet.
- STS–53, a Discovery űrrepülőgép 15. repülésének pilótája. Az Amerikai Védelmi Minisztérium megbízásából teljesített szolgálatot. Második űrszolgálata alatt összesen 7 napot, 7 órát és 19 percet (175 óra) töltött a világűrben. 4 900 000 kilométert (3 000 000 mérföldet) repült, 116 kerülte meg a Földet.
- STS–65, a Columbia űrrepülőgép 17. repülésének parancsnoka. A Spacelab mikrogravitációs laboratóriumban 12 órás váltásokban végezték a kereskedelmi megrendelés kísérleteit, az anyagok előállítását. Harmadik űrszolgálata alatt összesen 14 napot, 17 órát és 55 percet (354 óra) töltött a világűrben. 9 886 200 kilométert (6 143 000 mérföldet) repült, 235 kerülte meg a Földet.
- STS–88, az Endeavour űrrepülőgép 13. repülésének parancsnoka. A ISS szerelési küldetése, a Unity (kikötőmodul), a Node 1 felhelyezése, ami az ISS első amerikai modulja. Negyedik űrszolgálata alatt összesen 11 napot, 19 órát és 18 percet (283 óra) töltött a világűrben. 7 600 000 kilométert (4 700 000 mérföldet) repült, 185 kerülte meg a Földet.